# Ken Zazpi
I Ken Zazpi, conosciuti anche come Ken 7, sono un gruppo pop rock basco formatosi originariamente a Guernica, nella regione della Biscaglia, nel 1996. Il gruppo inizia però a suonare professionalmente nel 2000 grazie all'etichetta Gor Discos, con la quale pubblicherà il primo album, Atzo da bihar, nel 2001.

## Storia
Il gruppo venne fondato nell'autunno del 1996 da Jon Mikel Arronategi ed Eñaut Elorrieta. In quel periodo sia Jon che Eñaut erano membri di altri gruppi locali, tali Exkixu e Lugarri. Il duo comincia col pubblicare l'album di debutto, Aurtengo Gorak, con la casa discografica GOR.
Nel 2000 si aggiunsero gli altri membri: Artzanegi Igor (basso), Beñat Serna (chitarra), Iñaki Zabaleta (tastiere) e Jon Fresko (batteria). Cominciarono così la registrazione del primo album ufficiale negli studi di Iñaki Uoho nella città di Muxika, in Biscaglia, con la collaborazione di Jose Alberto Batiz.
L'album di debutto, Atzo da Bihar, venne pubblicato nel 2001 riscuotendo molto successo, vendendo ben 20 000 copie. Questo album conteneva anche la canzone Ezer ez da betiko, che originariamente era del gruppo Lugarri, del quale faceva parte Eñaut. Conteneva inoltre due cover di canzoni di altri gruppi: Larrun e Irri bat, versioni in lingua basca di due canzoni rispettivamente dei Pennywise e dei Muse.

In seguito al successo di quest'album il gruppo iniziò un tour che durò due anni, dal 2001 al 2003, anno in cui venne pubblicato il secondo album, Bidean, con la stessa etichetta discografica. Anche questo album ebbe molto successo, riuscendo a vendere 18 000 copie.
Nel 2005 registrarono nello studio di Garate di Andoain un album aucustico, Gelditu denbora, che si rivelò diverso dai precedenti. In questo album infatti vennero utilizzati nuovi strumenti come il mandolino e nuove percussioni.

Nel 2006 si esibirono nello stadio di Barcellona Camp Nou davanti a 70.000 spettatori in occasione della partita giocata dalla squadra basca contro quella catalana.

Nel 2007 pubblicarono l'album Argiak cambiando casa discografica (passando dalla GOR alla Oihuka). Questo album è stato registrato negli studi After Hours a Los Angeles. Anche questo album è molto diverso dai precedenti e contiene numerosi elementi brit-pop.
Comincia quindi un altro tour che terminerà il 3 gennaio 2009. Viene pubblicato l'album Zazpi Urte Zuzenean  con un DVD allegato che racconta la storia del gruppo dal 2001 fino al 2009.

Il 28 ottobre 2010 viene pubblicato l'album Ortzemugak begietan, registrato in Euskal Herria e negli Stati Uniti, e il gruppo ha avuto ancora l'occasione di viaggiare a Los Angeles. Quest'album contiene sia gli elementi tipici della musica tradizionale basca, sia molti elementi della musica anglosassone.

## Formazione
- Eñaut Elorrieta - chitarra e voce
- Jon Mikel Arronategi - chitarra e voce
- Igor Artzanegi - basso
- Beñat Serna - chitarra
- Iñaki Zabaleta - trikiti e tastiere
- Jon Fresko - batteria

## Discografia
- Atzo da Bihar - 2001
- Bidean - 2003
- Gelditu denbora  - 2005
- Argiak - 2007
- Urte Zazpi Zuzenean - 2009
- Begietan Ortzemugak Elkar - 2010